# Конструкторско-технологический институт монокристаллов СО РАН
Конструкторско-технологический институт монокристаллов СО РАН (КТИ МК СО РАН) — институт Сибирского отделения Российской академии наук, созданный в 1978 году. Расположен в Советском районе Новосибирска.

## История
В 1978 году был создан СКТБ монокристаллов СО АН СССР.
В 1990 году научное учреждение было преобразовано в КТИ МК, который до 2000 года был в составе Объединённого института геологии, геофизики и минералогии имени А. А. Трофимука СО РАН.
В дальнейшем институт стал филиалом Института минералогии и петрографии.
В начале 2002 года КТИ насчитывал 79 сотрудников (в их числе 5 кандидатов и 2 доктора наук).

## Деятельность
Институт монокристаллов занимается физико-химическими исследованиями и экспериментальным моделированием процессов роста алмазов, а также монокристаллов оптического свойства для ювелирных целей, оптоэлектроники и лазерной техники.
К мировым достижениям института относится выращивание на беспрессовых аппаратах «БАРС» монокристаллов алмаза (массой более 2 карат), наделённых редкими либо не встречающимися у природных алмазов физико-техническими свойствами. Полученные монокристаллы обеспечивают производство единственного в своём роде прецизионного алмазного инструмента.
При изучении процессов природного минералообразования институт решил проблему по выращиванию ювелирных кристаллов I класса, чьи геммологические качества идентичны лучшим образцам, которые встречаются в естественной среде.

## Оборудование института
Лаборатории КТИ МК оборудованы установками сверхвысокого давления, техникой для изучения и обработки кристаллов, а также ростовым оборудованием индукционного и омического нагрева.